# (7400) Lenau
(7400) Lenau est un astéroïde de la ceinture principale.

## Description
(7400) Lenau est un astéroïde de la ceinture principale. Il fut découvert le 21 août 1987 à La Silla par Eric Walter Elst. Il présente une orbite caractérisée par un demi-grand axe de 2,96 UA, une excentricité de 0,10 et une inclinaison de 2,0° par rapport à l'écliptique.

## Compléments